# Darwin Barreto
Darwin Fabián Barreto (Montevideo, Uruguay, 9 de mayo de 1981) es un futbolista uruguayo. Juega de delantero y su club actual es Club Atlético Riberas del Parana, que disputa la Liga Regional del Sud.
Donde fue el goleador del último torneo disputado con 17 tantos en misma cantidad de partidos.